# 圣于连迪韦尔东
圣于连迪韦尔东（法語：Saint-Julien-du-Verdon，法語發音：[sɛ̃ ʒyljɛ̃ dy vɛʁdɔ̃]）是法国上普罗旺斯阿尔卑斯省的一个市镇，位于该省东南部，属于卡斯泰拉讷区和阿尔卑斯-普罗旺斯-韦尔东-光源公共社区。

## 地名
圣于连迪韦尔东原名“圣于连”，于1955年更名。“迪韦尔东”意为“韦尔东河的”。法语人名“Julien”在日常人名译名以及《世界人名翻譯大辭典》、《法语姓名译名手册》等主流人名译名类书籍资料中译作“朱利安”，不过在《世界地名翻译大辞典》、《世界地名译名词典》和《法国地图册》等主流地名译名类书籍资料中译作“于连”。

## 地理
圣于连迪韦尔东（43°54'47"N, 6°32'25"E）面积6.19 平方千米，位于法国普罗旺斯-阿尔卑斯-蓝色海岸大区上普罗旺斯阿尔卑斯省，该省份为法国东南部内陆省份，北起上阿尔卑斯省，西接沃克吕兹省，西北接德龙省，南至瓦尔省，东临滨海阿尔卑斯省，东北部与意大利接壤。
与圣于连迪韦尔东接壤的市镇（或旧市镇、城区）包括：昂格勒、卡斯泰拉讷、代芒多尔、圣安德烈莱萨尔普、韦尔贡。
圣于连迪韦尔东的时区为UTC+01:00、UTC+02:00（夏令时）。

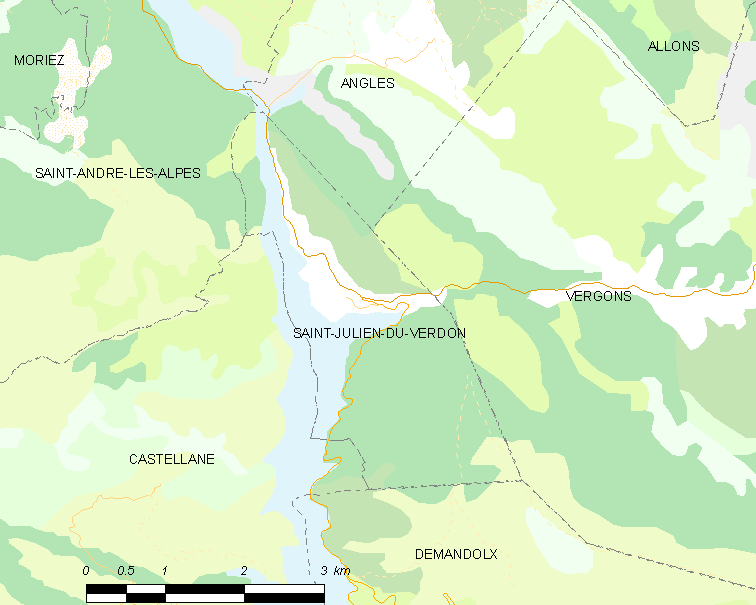
圣于连迪韦尔东的OSM定位图

## 行政
圣于连迪韦尔东的邮政编码为04170，INSEE市镇编码为04183。

## 政治
圣于连迪韦尔东所属的省级选区为卡斯泰拉讷县。

## 交通
法国国道N202线经过境内。

## 人口

1962-2008年间圣于连迪韦尔东人口变化图示

圣于连迪韦尔东于2022年1月1日时的人口数量为176人。